# Бутырки (Воронежская область)
Буты́рки — село в Репьёвском районе Воронежской области Российской Федерации.
Административный центр Бутырского сельского поселения.

## История
На картах конца XVIII века отмечено, как село Старое Городище. До 1923 года территориально село входило в состав Коротоякского уезда Воронежской губернии.
В 1872 году в селе была построена деревянная церковь Михаила Архангела.

## Население
| 1859 | 1897  | 2010  |
| ---- | ----- | ----- |
| 1358 | ↗1923 | ↘1103 |

## Инфраструктура
Улицы
| - ул. 60 лет Октября, - ул. Дружбы, - ул. Ленина, - ул. Новая, - ул. Первомайская, - ул. Садовая, - ул. Сады, - ул. Советская, | - пер. Полевой, - пер. Строительный, - пер. Школьный. |